# 국민비서
국민비서(國民秘書, 영어: Virtual Assistant Service for the Public)는 행정안전부가 2021년 3월 29일부터 운영하고 있는 전자정부 서비스이다. 이 서비스를 이용하면, 대한민국 정부로부터 각종 안내나 고지 등을 모아서 휴대전화로 알림을 받고, 챗봇이나 민원 상담을 이용하거나 인공지능 스피커로 민원사무 안내를 받을 수 있다. 2022년 1월 2일 국민비서 알림서비스 신청자는 수는 1,400만명을 돌파하였고, 2022년 10월 13일에는 1,500만명을 돌파하였다.

## 마스코트 구삐
행정안전부는 2020년 9월 국민비서 서비스의 마스코트를 대국민 공모하였고, 전문가 심사와 온라인 대국민 투표를 통해 토끼로봇 모습의 마스코트가 당선작으로 선정되었다. 이 마스코트의 이름은 원래 '국민비서'의 줄임말인 '국비'(國秘)였는데, 이후 전문가 자문 등을 거쳐 발음하기 좋고 'Good + 비서'라는 의미도 가지는 '구삐'(GoodPy)로 최종 확정되었다.

## 서비스 종류

### 국민비서 알림서비스
대한민국 정부가 알려주는 여러 행정정보를 모아서, 이용자가 선택한 모바일 앱이나 문자메시지로 전달해주는 서비스이다. 선택할 수 있는 모바일 앱으로는 초기에 네이버앱 (전자문서), 카카오톡 (국민비서 구삐), 토스 (내 문서함) 셋만 가능했으나, 지금은 늘어나서 KB스타뱅킹, KB Pay, 신한 쏠(SOL), 신한플레이, 페이코, 우리WON뱅킹, 우리WON카드, 하나원큐, 1QPay 등도 가능하고, 계속 늘어날 계획이다. 과태료나 범칙금 등 납부가 필요한 경우에는 알림을 받은 모바일 앱으로 납부도 할 수 있다.

### 국민비서 상담서비스
이용자가 대한민국 정부의 제도나 서비스에 대해 챗봇으로 일정 분야의 민원을 상담하거나, 인공지능 스피커로 5천여 종의 민원사무를 안내받는 서비스이다. 연계된 인공지능 스피커로는 KT 기가지니, 네이버 클로바, 카카오 헤이카카오, SKT NUGU가 있다. 국민비서 상담은 2021년 5월 31일 시범서비스를 시작하였고, 2021년 9월 30일 정식서비스를 시작하였다.

## 서비스 항목

### 국민비서 로그인 후 선택할 수 있는 알림서비스 항목
국민비서 알림서비스는 2021년 3월 29일 시작하였다. 이용자는 알림을 받을 항목을 선택할 수 있다. 아래는 2022년 3월 25일 기준으로 이용자가 선택할 수 있는 알림항목 이름과 발송기관이다.
- 건강/주거

- 건강검진 (암 검진 포함) - 국민건강보험공단
- 전기요금 - 한국전력공사
- 주택 임대차 - 국토교통부

- 세금/고지/연금

- 국세고지서 발송 안내 - 국세청
- 경찰청 고지 (51종, 상세목록은 아래에 있음) - 경찰청
- 휴면예금 - 서민금융진흥원
- 노무제공자·예술인 고용산재보험 - 근로복지공단
- 4대보험 가입 - 근로복지공단

- 주민등록

- 주민등록증 발급 통지 - 행정안전부
- 분실 주민등록증 습득 - 행정안전부

- 민원처리

- 전자상거래물품 통관내역 - 관세청
- 정부24(민원신청, 보조금24) - 행정안전부
- 문서24 도우미 - 행정안전부
- 해운항만 민원 - 해양수산부

- 내 정보 조회내역 확인

- 본인정보 조회내역 (행정정보 공동이용) - 행정안전부

- 교육/학자금/봉사

- 유치원 입학 (처음학교로) - 교육부
- 취업 후 상환 학자금대출 승인 - 한국장학재단
- 학자금 중복지원금 반환 - 한국장학재단
- 1365자원봉사 - 행정안전부
- 청소년 봉사활동(Dovol) - 한국청소년활동진흥원

- 자동차/교통

- 운전면허 적성검사 갱신 - 도로교통공단
- 내 차 정보 변경(자동차365) - 국토교통부
- 교통범칙금 납부기한 - 경찰청
- 교통과태료 납부기한 - 경찰청
- 선박용물건 형식승인 갱신 - 해양수산부

- 보수교육/시험

- 어린이 통학버스 운전자 교육 - 도로교통공단
- 고령 운전자 교육 - 도로교통공단
- 민간자격 보수교육 - 한국교통안전공단
- 제주 운수종사자 보수교육 - 한국교통안전공단
- 교통안전담당자 보수교육 - 한국교통안전공단
- 항공종사자 자격 시험 - 한국교통안전공단
- 국가공무원 공개경쟁채용시험 - 인사혁신처

- 코로나19 예방접종

- 코로나19 예방접종 사전 안내 - 질병관리청

- 신규

- 온라인 청원 - 행정안전부
- 민방위 교육훈련(시범운영) - 행정안전부
- 본인정보 열람내역 알림 - 행정안전부
- 자동차 의무보험 만기 - 국토교통부
- 자동차 취등록세 고지 - 국토교통부
- 자동차등록 제세공과금 - 국토교통부
- 세움터(건축행정 민원) - 국토교통부
- 전파사용료 고지납부 - 과학기술정보통신부
- 무선국 재허가 - 과학기술정보통신부
- 허가증·신고증명서 발급 및 결과통보 - 과학기술정보통신부
- 초중고 학생 교육비 지원(심사결과통보) - 교육부
- 국민기초 교육급여 결정통지 - 교육부
- 국민연금 청구안내 - 국민연금공단
- 국민연금 가입내역 - 국민연금공단
- 국민연금액 인상 - 국민연금공단
- 고액거래정보(CTR) 제공사실 통보 - 금융정보분석원
- 자동차 검사 - 한국교통안전공단
- LH공공임대주택 임대료 고지 - 한국토지주택공사

### 국민비서 로그인 후 선택할 수 있는 알림서비스 항목 중 경찰청 고지 (51종) 상세 항목
아래는 '알림서비스 항목' 중 '세금/고지/미환급금' 분야에 있는 '경찰청 고지'의 상세 항목이다.
- 교통안전

1. 위반사실 통지 및 과태료부과 사전통지서 (※ 납부도 가능함)
2. 과태료 납부 고지서 및 영수증(1차) (※ 납부도 가능함)
3. 과태료 납부 고지서 및 영수증(2차) (※ 납부도 가능함)
4. 즉결심판출석 통지서 (※ 납부도 가능함)
5. 즉결심판출석 최고서 (※ 납부도 가능함)
6. 압류자동차(건설기계)인도명령서
7. 자동차·건설기계 압류통지서
8. 영치사전통지서
9. 부동산 압류 예고통지서
10. 직장급여 압류 예고통지서(체납자)
11. 채권(예금) 압류 예고통지서
12. 채권(매출채권) 압류 예고통지서
13. 채권압류통지서(예금체납자)
14. 교통법규위반 사실확인요청서
15. 급여체납자압류예고통지서
16. 체납과태료 납부 안내
17. 교통질서 안내장
18. 즉결심판출석 통지서(현장)
19. 현장즉결심판출석 최고서(2차)
20. 체납액회수업무위탁예정통지
21. 체납액징수업무위탁통지
22. 과태료 부과 계도 안내문
23. 재난 관련 납부연장 안내문
- 생활질서

24. 즉결심판 벌금 납부최고서(일반)
25. 통고처분 범칙금 납부통지서(일반) (※ 납부도 가능함)
26. 즉결심판 출석최고서(일반)
27. 출석요구서(일반)
- 생활안전

28. 처분사전통지서
29. 총포 소지허가 갱신관련 통지문
30. 총포 소지허가 조건부 취소 결정통지문
31. 과태료 부과 사전 통지서
32. 화약면허갱신통지문
- 운전면허

33. 운전면허 정지처분 사전통지서
34. 운전면허 취소처분 사전통지서
35. 운전면허 정지 결정통지서(1차)
36. 운전면허 정지 결정통지서(2차)
37. 운전면허 정지 결정통지서(3차)
38. 운전면허 취소 결정통지서(1차)
39. 운전면허 취소 결정통지서(2차)
40. 운전면허 취소 결정통지서(3차)
41. 운전면허 조건부 취소 결정통지서(1차)
42. 운전면허 조건부 취소 결정통지서(2차)
43. 운전면허 조건부 취소 결정통지서(3차)
44. 기능검정원·강사 정지처분 사전통지서
45. 기능검정원·강사 취소처분 사전통지서
46. 기능강사정지처분결정통지서(1차)
47. 기능강사정지처분결정통지서(2차)
48. 기능강사정지처분결정통지서(3차)
49. 기능강사취소처분결정통지서(1차)
50. 기능강사취소처분결정통지서(2차)
51. 기능강사취소처분결정통지서(3차)

### 다른 서비스에서 선택할 수 있는 국민비서 알림서비스 항목
- 코로나 상생 국민지원금 안내 (행정안전부)

2021년 8월 30일 코로나 상생 국민지원금 지급대상 여부와 금액 등을 국민비서로 알려주는 서비스를 발표하였고, 이 서비스를 요청한 국민에게 2021년 9월 5일부터 개인 맞춤형으로 알림을 발송하기 시작하였다. 이후 국민비서 알림서비스 신청자가 빠른 속도로 크게 증가하여, 2021년 9월 6일에 1천만명을 돌파하였다.
- 범죄경력회보서 발급 (경찰청)

2022년 11월 9일부터 범죄경력회보서 발급 시스템에서 신청 시 국민비서로 처리 결과를 안내하는 서비스를 시작하였다.
- 복지멤버십 안내 (보건복지부)

2021년 9월 13일부터 맞춤형 급여안내인 복지멤버십 정책대상자에게 국민비서로 안내하는 서비스를 시작하였다. 복지멤버십은 개인이 정부의 복지제도를 몰라서 신청하지 못하는 일이 없도록 정부가 개인의 소득, 재산, 인적 상황을 분석하여 개인이 받을 수 있는 복지서비스를 선제적으로 알려주는 제도이다. 현재는 서비스 종료되었다.

### 국민비서 상담서비스 항목
이용자는 챗봇으로 상담을 받을 분야를 선택할 수 있다. 아래는 2022년 3월 25일 기준으로 이용자가 선택할 수 있는 분야의 이름과 소관기관이다.
1. 민원사무안내 - 행정안전부
2. 전자통관 - 관세청
3. 자연휴양림 - 산림청
4. 국민콜110  - 국민권익위원회
5. 개인정보보호 - 개인정보보호위원회
6. 지방계약 - 행정안전부
7. 병무 (아라) - 병무청
8. 청약홈 - 한국부동산원
9. 주민등록민원 - 행정안전부
10. 공무원연금	- 공무원연금공단
11. 보조금24 - 행정안전부
12. 북한이탈주민 정착지원 - 통일부
13. 영사민원24 -  외교부
14. 유치원입학 - 교육부
15. 공유누리 - 행정안전부
16. 형사수사 - 경찰청
17. 사이버범죄 - 경찰청
18. 운전면허·교통안전교육 - 도로교통공단
19. 화학제품민원안내 - 환경부
20. 자동차배출가스365 - 한국환경공단
21. 특허상담 - 특허청
22. 무역투자24 - 대한무역투자진흥공사
23. 수상레저 - 해양경찰청
24. 생활법령정보 - 법제처
25. 금연정보 - 한국건강증진개발원
26. 식품안전나라(푸디) - 식품의약품안전처
27. 지방세 - 행정안전부
28. 통계정보 - 통계청
29. 소비자24 - 공정거래위원회
30. 국민취업지원제도 - 고용노동부
31. 청소년활동정보 - 한국청소년활동진흥원
32. 보건의료인국가시험 - 한국보건의료인국가시험원
33. 고속철도 SRT - (주)에스알
34. 국토교통부 민원상담 - 국토교통부
35. 여성폭력 피해자지원 - 경찰청
36. 성범죄 피해자지원 - 경찰청

## 연혁
- 2021년 3월 10일 국민비서 서비스 업무협약이 행정안전부, 네이버, 카카오, 비바리퍼블리카) 간에 체결되었다.[6]
- 2021년 3월 29일 국민비서 개통식[7]이 개최되었고, 국민비서 알림서비스가 시작했다.
- 2021년 5월 31일 국민비서 상담서비스가 시작했다.[8]
- 2021년 6월 10일 국민비서에 간편인증으로 로그인이 가능해졌다.[9] 카카오톡 인증, 통신사 PASS 인증, 삼성패스 인증, 페이코 인증, KB모바일 인증 등이 적용되어, PC와 모바일 등에서 로그인할 수 있다.
- 2021년 8월 13일 국민비서에 공동인증서로 로그인이 가능해졌다. (다만 공인인증서 로그인은 모바일에서는 안된다.)
- 2021년 9월 6일 국민비서 알림서비스 신청자 수가 1천만명을 돌파하였다.[10]
- 2021년 9월 6일 제4회 우리동네 캐릭터 대상(2021 대한민국 지역·공공 캐릭터 대상) 시상식에서 국민비서 구삐가 '핫스타상'을 수상하였다.[11]
- 2022년 5월 27일 KB국민은행, KB국민카드, 신한은행, 신한카드 등 4개 금융기관과 업무협약을 체결하였고, 이날부터 이들 기관의 앱에서도 국민비서 서비스를 이용할 수 있게 되었다.[12]
- 2022년 11월 25일 하나은행, 하나카드, 우리은행, 우리카드 4개 금융기관과 업무협약을 체결하였다.

## 참고
1. ↑  "행정안전부, 지능형 국민비서 캐릭터 & 네이밍 공모…10월 20일까지", 동아일보, 2020년 9월 23일 작성, 2021년 4월 25일 확인
2. ↑  "필요하면 울리는 국민비서 ‘구삐’를 소개합니다", 정책브리핑, 2021년 4월 15일 작성, 2021년 4월 20일 확인
3. ↑  2021년 3월 31일부터 코로나19 백신 예방접종을 예약하며 접종안내 서비스를 신청한 접종대상자에게 접종일시, 접종장소, 백신종류, 유의사항 등을 알려주는 국민비서 접종안내 서비스를 시작하였다.
4. ↑  "네이버·카카오·토스로 코로나 상생 국민지원금 확인 OK", 뉴시스, 2021년 8월 30일 작성, 2021년 10월 6일 확인
5. ↑  "맞춤형 급여안내 '복지멤버십' 국민비서로 안내", 파이낸셜뉴스, 2021년 9월 13일 작성, 2021년 10월 6일 확인
6. ↑  "행안부-네이버-카카오-비바리퍼블리카 '국민비서 업무협약'…백신접종 안내 서비스도 실시", 아시아경제, 2021년 3월 10일 작성, 2021년 4월 1일 확인
7. ↑  "과태료·백신접종 `구삐`가 알려드려요…`국민비서` 개통", 디지털타임스, 2021년 3월 29일 작성, 2021년 4월 1일 확인
8. ↑  "국민비서 '구삐'가 24시간 행정 안내해준다", 파이낸셜뉴스, 2021년 5월 30일 작성, 2021년 6월 7일 확인
9. ↑  "'국민비서' 간편인증으로 이용한다", 파이낸셜뉴스, 2021년 6월 9일 작성, 2021년 6월 10일 확인
10. ↑  "민관협력으로 함께 이룬 ‘국민비서 천만 가입’", 아시아투데이, 2021년 9월 17일 작성, 2021년 10월 6일 확인
11. ↑  "콘진원, '제4회 우리동네 캐릭터 대상' 시상식 개최", 전자신문, 2021년 9월 17일 작성, 2021년 10월 27일 확인
12. ↑  "국민비서 구삐, 은행·카드사 앱에서도 이용 가능해진다", 뉴시스, 2022년 5월 26일 작성, 2022년 6월 7일 확인